# Bradypus variegatus gorgon
Bradypus variegatus gorgon es una subespecie de Bradypus variegatus (perezoso bayo) de la familia Bradypodidae.

## Distribución y hábitat
Solo vive en la isla Gorgona, Guapi, Cauca, Colombia. Su hábitat es el bosque húmedo tropical y es una de las 18 especies de mamíferos de la isla.